# Digitalis atlantica
Digitalis atlantica là một loài thực vật có hoa trong họ Mã đề. Loài này được Pomel mô tả khoa học đầu tiên năm 1874.